# Clogmia
Clogmia albipunctata é um inseto pertencente à ordem Diptera e à familia Psychodidae, que possui ciclo de vida holometábolo com larvas vivendo em ambientes semiaquáticos.

## Espécies
- Clogmia albipunctata (Williston, 1893)[3]
- Clogmia bidentata Ježek, 2004
- Clogmia caboverdeana (Ježek & Harten, 1996)
- Clogmia fuscipennis (Tonnoir, 1920)
- Clogmia poncianicola (Satchell, 1953)